# Sonderopfertheorie
Die Sonderopfertheorie ist ein vom Großen Senat des Bundesgerichtshofs im Jahr 1952 eingeführter dogmatischer Grundsatz zur Entschädigungsrechtsprechung. Die Theorie steht bis heute im Spannungsfeld zivil- und verfassungsrechtlicher Diskussionen.
Der Bundesgerichtshof löste mit der Sonderopfertheorie die Argumentation der Jurisdiktion des Reichsgerichts ab, die seit den 1900er-Jahren Entschädigungsleistungen selbst dann zugebilligt hatte, wenn Eingriffe der öffentlichen Hand außerhalb der gesetzlich geregelten Fälle einer Enteignung lagen, beim Betroffenen aber zu unbilligen Härten geführt hatten. Zwar vertrat der Bundesgerichtshof die gleiche Rechtsauffassung zur Entschädigungspflicht, vollzog aber einen Paradigmenwechsel zur Frage der rechtlichen Herleitung. Das Reichsgericht hatte als Anspruchsgrundlage für Entschädigungsleistungen den gewohnheitsrechtlichen Aufopferungsanspruch herangezogen und seine Entscheidungen auf die §§ 74, 75 der Einleitung zum Preußischen Allgemeinen Landrecht (PrALR) gestützt. Der Bundesgerichtshof verlagerte die Argumentation zur Herleitung der Anspruchsbegründung. Zwar bezog er die landrechtlichen Normen in seine Überlegungen ein, stützte sich im Kern aber auf gleichheitsgrundsätzliche Kriterien, deren Verletzung er für das wesentliche Merkmal einer Enteignung hielt. Die Zubilligung von Entschädigungsleistungen formulierte er über die Wesensmerkmale der dabei geschaffenen Sonderopfertheorie.
Ab dem Jahr 1981 nahm der Nassauskiesungsbeschluss des Bundesverfassungsgerichts Einfluss auf die Theorie des Bundesgerichtshofs, der ihre Anwendung daraufhin deutlich einschränkte.

## Sonderopfertheorie des BGH von 1952

### Theoriegeschichte
Ausgangspunkt: § 75 PrALR enthielt einen Aufopferungsanspruch des Einzelnen gegen den Staat, wenn dieser seine besonderen Rechte und Vorteile dem Wohl des Gemeinwesens opfern musste. Das Reichsgericht interpretierte die Norm mit seiner, verbreitet so bezeichneten, Einzelaktstheorie. Hatte der Einzelne danach einen hoheitlichen Eingriff zu dulden und hatte er im Verhältnis zu anderen dadurch ein ihn ungleich treffendes Opfer erbracht, war ihm Entschädigung zu leisten. Da es sich um einen Ausnahmefall handelte, stellte das Reichsgericht klar, dass keine Entschädigung gewährt würde, wenn die Eigentumsbeschränkungen auf einem Gesetz beruhten, da das Opfer dann jedermann hätte erbringen müssen (Gesetzesvorrang). Kontroverse Auseinandersetzungen mit dem Schrifttum, insbesondere mit Staatsrechtler Georg Jellinek, hatten dazu geführt, dass das Gericht nicht nur Opfer aufgrund rechtmäßigen staatlichen Handelns entschädigte, sondern auch aufgrund rechtswidriger Eingriffe. Das Reichsgericht wandte die Entschädigungsregeln des PrALR auch für Territorien an, die außerhalb Preußens lagen, nachdem es festgestellt hatte, dass die Rheinischen Provinzen keine Rechtsgrundlage für einen Entschädigungsanspruch hatten und der dort einst geltende Artikel 545 Code civil außer Kraft gesetzt war.
Der III. Zivilsenat des seit 1950 zuständigen Bundesgerichtshofs griff die Rechtsprechung des Reichsgerichts grundsätzlich auf und legte dem Sonderspruchkörper des Gerichts (Großer Senat) einen Beschluss vor, in dem es um rechtswidrige Maßnahmen der wasserhaushaltsrechtlichen Wohnungszwangsbewirtschaftung nach dem Zweiten Weltkrieg ging. Streitgegenständlich war die Frage von Entschädigungsleistungen aufgrund erlittenen Mietausfalls. Eine Enteignung im Sinne von Art. 14 Abs. 3 GG lag nicht vor. Der BGH stellte die Frage nach einer dogmatisch gesicherten Rechtsgrundlage allerdings zurück und formulierte einen Enteignungsbegriff, der der jungen Republik gerecht werden sollte: Einerseits sollte er begrifflich in den historisch gewachsenen Gesamtkontext passen, andererseits sollten sich die gewandelten Bedürfnisse der Gegenwart, die von zahlreichen Staatseingriffen geprägt waren, in ihm spiegeln und zeitgemäß sein.
Vor diesem Hintergrund entwickelte der große Senat des obersten Zivilgerichts die so genannte Sonderopfertheorie. Als Zivilgericht, zog der BGH naturgemäß den privatrechtlichen Eigentumsschutz nach § 903 BGB als Ausgangspunkt heran und beleuchtete ihn in den verfassungsrechtlichen Dimensionen des Art. 14 GG. Er stützte sich auf den „Opfergedanken“ des Reichsgerichts, löste sich aber von dessen Einzelaktstheorie, indem er nicht mehr auf den Einzeleingriff abstellte, sondern das zugrundeliegende Gesetz für maßgeblich erklärte. Kennzeichnend für die Enteignung war danach ein Eingriff in das Eigentum, der den oder die Betroffenen im Vergleich zu anderen ungleich und besonders trifft und den oder die Betroffenen zu einem besonderen, den übrigen nicht zugemuteten Opfer für die Allgemeinheit zwingt. Diese recht formale Diktion der Abgrenzung zielte auf den Gleichheitsgrundsatz ab, dessen evidente Verletzung die Enteignung hervorruft, deshalb zu einem Sonderopfer führt und in der Konsequenz zu entschädigen ist.

### Beschreibung des Enteignungsbegriffs
Den der Sonderopfertheorie zugrundeliegenden Enteignungsbegriff formulierte der Bundesgerichtshof folgendermaßen:

„Bei der Enteignung handle es sich nicht um eine allgemeine und gleichwirkende, mit dem Wesen des betroffenen Rechts vereinbare inhaltliche Bestimmung und Begrenzung des Eigentumsrechts, sondern um einen gesetzlich zulässigen zwangsweisen staatlichen Eingriff in das Eigentum, sei es in der Gestalt der Entziehung oder der Belastung, der die betroffenen einzelnen oder Gruppen im Vergleich zu anderen ungleich und besonders treffe und sie zu einem besonderen, den übrigen nicht zugemuteten Opfer für die Allgemeinheit zwinge, und zwar zu einem Opfer, das gerade nicht den Inhalt und die Grenzen der betroffenen Rechtsgattung allgemein und einheitlich festlege, sondern das aus dem Kreise der Rechtsträger einzelne oder Gruppen von ihnen unter Verletzung des Gleichheitssatzes besonders treffe. Der Verstoß gegen den Gleichheitssatz kennzeichne die Enteignung. (...)“

Die materiellen Wesensmerkmale der Definition richten sich darauf, dass der Verstoß gegen den Gleichheitssatz nur ausgeglichen werden könne, wenn die Enteignung einen Ausgleich in Gestalt einer Entschädigung vorsähe. Gleichzeitig liegt in dieser Definition von Enteignung die Abgrenzung zwischen entschädigungsfreier Inhaltsbestimmung des Eigentums durch die Sozialbindung des Art. 14 Absatz 1 Satz 2, Abs. 2 GG und einer entschädigungspflichtigen Inhaltsüberschreitung, die den Einzelnen ungleich belastet.

## Modifizierte Sonderopfertheorie

### Enteignungsgleicher und enteignender Eingriff
Mit der zugrundeliegenden Entscheidung kam zudem erstmals das Rechtsinstitut des enteignungsgleichen Eingriffs zum Tragen. Der BGH erachtete nämlich ein rechtswidriges Verwaltungshandeln aufgrund unzutreffender Gesetzesanwendung als ein „Entfernen“ von der gesetzlichen Grundlage. Mit dem Fall der Aufopferung aufgrund rechtmäßigen Handelns, dem enteignenden Eingriff, hatte er sich (noch) nicht zu befassen, sodass er begrifflich noch nicht existierte.
Das änderte sich aber in der Folgezeit, denn der BGH hatte sich zunehmend mit Fällen rechtmäßiger hoheitlicher Maßnahmen auseinanderzusetzen, die zu atypischen und unvorhergesehenen Nachteilen beim Eigentümer führten und immer wieder die Schwelle des Zumutbaren überschritten. Der BGH fasste deren Entschädigungsausgleich unter dem Begriff des enteignenden Eingriffs zusammen. Er wandte den Sonderopfergedanken beispielsweise auf den Fall der Inbetriebnahme einer neu gebauten Flussbrücke an, die – für sich genommen – zwar rechtmäßig erfolgte, jedoch zur Enteignung eines Fährbetreibers führte, weil dem in der Folge die Kundschaft wegblieb. Weitere bekannte Fälle waren der naturschutzrechtliche „Buchendom-Fall“, weiterhin ein Fall der Beeinträchtigung der Jagdausübung durch Truppenmanöver beziehungsweise Fälle der Störung durch den Betrieb einer Autobahn oder eines Flughafens. In diesen Fällen der Entschädigung von Sonderopfern, hatte der BGH das Problem zu beheben, dass der große Senat seinerzeit nur den Fall eines rechtswidrigen, nicht aber rechtmäßigen Eingriffs in das Eigentum entschieden hatte und eine saubere Abgrenzung gegen die Sozialbindung des Art. 14 Abs. 1 Satz 2, Abs. 2 GG schwerer fiel.

### Theorie von der Situationsgebundenheit
Der BGH behalf sich damit, dass er die Sonderopfertheorie um das Kriterium der „Situationsgebundenheit“ ergänzte. Er stellte fest: Grundeigentum ist „seiner Natur nach“ aufgrund von Lage und Gestaltungsart mit einer Pflichtigkeit „belastet“, die die rechtliche Begrenzung gleichsam als Inhaltsbestimmung von Grundeigentum definiert. Solche Inhaltsbestimmungen enthalten innerhalb der Rechtsfreiheit eine Rechtspflichtigkeit, die das Eigentum immanent konkretisieren und die den Anwendungsbereich des Sonderopfers unweigerlich verkürzen. Dies kann sich aus der tatsächlichen Situation herleiten, in der sich das Grundstück befindet (Situationsgebundenheit). Dies gelte auch für die zunehmend auftretenden Streitfälle des „Immissionsrechts“, Behinderungen und Einschränkungen, die vornehmlich durch Lärm und Geruchsbelästigungen ausgelöst werden. Immissionsrechtliche Fälle von Behördenhandeln wurden im Lichte des § 906 BGB überprüft, dahingehend, ob Belästigungen und störende Nebenwirkungen ausnahmsweise die Duldungspflichten des Eigentümers überstrapazieren und selbst als lediglich faktische Folgen hoheitlichen Handelns geeignet seien, Rechtswidrigkeit des öffentlich-rechtlichen Handelns auszulösen; enteignungsgleiche Eingriffe kämen dann zum Tragen. Schwere, Tragweite und insbesondere Zumutbarkeit seien ebenfalls gewichtige Kriterien für die Anwendung der Sonderopfertheorie in ihrer modifizierten Fassung. Das Schrifttum hielt dem stets entgegen, dass § 906 BGB dogmatisch nicht in die Kategorienlandschaft der Rechtmäßigkeitsüberprüfung von Verwaltungshandeln fiele und bestenfalls als Maßstab für das zu bestimmende Sonderopfer tauge.

### Schweretheorie des Bundesverwaltungsgerichts
Einen anderen Ansatz wählte das Bundesverwaltungsgericht (BVerwG). Seine Schweretheorie folgt in ständiger Rechtsprechung materiellen Kriterien. Die Enteignung ist danach durch eine besondere Schwere und Tragweite des Eingriffs gekennzeichnet. Schwere und Tragweite werden anders als bei der modifizierten Sonderopfertheorie des BGH nicht nach dem Merkmal des besonderen Opfers beurteilt, sondern in dem materiellen Moment des behördlichen Eingriffshandelns (Verhältnismäßigkeit).

## Nassauskiesungsbeschluss des Bundesverfassungsgerichts (1981)

### Kritik der mangelhaften Herleitung von Rechtsgrundlagen
Da der BGH seine entschädigungsrechtliche Dogmatik zu den enteignungsgleichen wie enteignenden Eingriffen nicht dogmatisch ordnungsgemäß unterfüttert beziehungsweise präzisiert habe, die Problematik vielmehr habe dahinstehen lassen, um stattdessen über eine isolierte Betrachtung des Sonderopfergedankens zu validen Ergebnissen zu kommen, fühlte sich im Jahr 1981 das Bundesverfassungsgericht auf den Plan gerufen, als es den berühmten Nassauskiesungsfall zu verhandeln hatte. Das Gericht bemängelte, dass der BGH dem zentralen Aspekt, nämlich der Argumentation einer geeigneten Anspruchsgrundlage für die zugesprochenen Entschädigungsansprüche, keine hinreichende Aufmerksamkeit geschenkt habe und den Urteilen eine dogmatische Zurückhaltung anhafte, die seine Rechtsprechung zum Themenkreis zweifelhaft mache. Bereits die 1952er-Entscheidung des großen Senats habe sich wenig ergiebig mit dem Themenkreis der gewohnheitsrechtlichen beziehungsweise richterrechtlichen Anspruchsgrundlage auseinandergesetzt, auch ein Rekurs auf Art. 153 WRV und Art. 14 GG täuschten nicht darüber hinweg, dass eine Rechtsgrundlage nicht auszumachen sei. Es sei beim zu verhandelnden Wohnungszwangszuweisungsfall, der behördlich noch vor Inkrafttreten des Grundgesetzes beschieden worden war, nicht herausgearbeitet worden, auf welche Anspruchsgrundlage der BGH sich stützte. Das BVerfG monierte, dass die angeblich fortgeltende Bindungswirkung von Gewohnheitsrecht, wie sie das Reichsgericht über die §§ 74, 75 PrALR eingeführt habe, vom BGH, durch Umschwenken auf den grundgesetzlichen Gleichheitssatz, arm an Argumentationskraft sei, weil letztlich beide Rechtsgrundlagen unzulässig miteinander verknüpft worden seien. Ein Aufopferungsanspruch ergäbe sich mithin weder aus Gewohnheitsrecht noch aus dem verfassungsrechtlichen Gleichheitssatz. Art. 14 GG sei zudem ohne eigene Begründung zum Umstand, auch nur analog angewandt worden (Art. 14 GG analog). Im Falle des enteignungsgleichen Eingriffs könne ein Entschädigungsanspruch aus Art. 14 Abs. 3 GG nicht einmal unmittelbar hergeleitet werden.
Das BVerfG konkretisierte den Enteignungsbegriff so: Es muss ein gezielter hoheitlicher Eingriff in das Eigentum eines Einzelnen vorliegen, durch den eine konkrete im Sinne des Art. 14 Abs. 1 Satz 1 GG vermögenswerte Rechtsposition vollständig oder zumindest teilweise entzogen wird, dies im Interesse der Allgemeinheit. Die Kernaussagen des Gerichts in Bezug auf die Rechtsprechung des BGH lauten: Es gibt keine Entschädigung ohne Gesetz. Und: Fehlt eine Anspruchsgrundlage, so ist der Verwaltungsrechtsweg einzuschlagen.

### Reaktion des Bundesgerichtshofs
Der BGH rückte die Frage der geeigneten Rechtsgrundlage fortan in den Mittelpunkt der Bestrebungen und beschnitt den Eigentumsschutz drastisch. Er traf ausdrücklich eine Abgrenzung der Anspruchsgrundlagen für Eingriffe in vermögenswerte (materielle) und nicht-vermögenswerte (immaterielle) Rechtspositionen. Dabei setzte er die Grundsätze des enteignenden und des enteignungsgleichen Eingriffs aus Art. 14 GG, an denen er ausdrücklich festhielt, unter den Vorbehalt der Beeinträchtigung allein materieller Rechte. Den Anwendungsbereich der §§ 74, 75 PrALR verkürzte er auf Beeinträchtigungen immaterieller Rechtsgüter, wie das Leben, die Gesundheit, die Freiheit und Impfschädenfälle.
Bereits 1983 erwies sich das strikte „Verweisgebot“ des BVerfG auf den Verwaltungsrechtsweg beim BGH als verinnerlicht. Der von staatlichen Eingriffen betroffene Eigentümer war fortan auf die Geltendmachung des Primärrechtsschutzes verwiesen, womit der Grundsatz „Dulde und liquidiere“ obsolet wurde. 1984 gelang es dem BGH, die vom BVerfG geforderte Mitwirkungspflicht des betroffenen Eigentümers, nämlich (ihm zumutbar) zu überprüfen, ob der gegen ihn gerichtete Verwaltungsakt rechtswidrig sei, im Unterlassensfall als Fall des Mitverschuldens nach § 254 BGB zu qualifizieren und Entschädigungsansprüche dann zu versagen, wenn die eingetretenen Nachteile durch eine Anfechtungsklage hätten beseitigt werden können. Im Umkehrschluss bedeutete das aber auch, dass die Unzumutbarkeit der Einschlagung des Verwaltungsrechtswegs kein Mitverschulden begründete. Seit 1984 kam der BGH bei der Auswahl der Anspruchsgrundlage zudem zum Ergebnis, dass der „Aufopferungsgedanke in seiner richterrechtlich geprägten Ausformung“ dafür hinreichend sei. 1987 eliminierte der BGH sogenanntes legislatorisches Unrecht aus der Entschädigungsrechtsprechung.

## Dogmatische Ansätze im Rückblick (Zusammenfassung)
Im Ergebnis ist bis heute unklar geblieben, auf welcher Rechtsgrundlage die Sonderopfertheorie basiert.
Der Bundesgerichtshof hatte seit der Entscheidung des Großen Senats von 1952, für die ersten knapp 3 Jahrzehnte die Entschädigungsrechtsprechung über Art. 14 GG (unmittelbar oder analog) argumentiert. Seit dem Nassauskiesungsbeschluss des Bundesverfassungsgerichts von 1981, bemühte er den „Aufopferungsgedanken in seiner richterrechtlichen Ausprägung“ und begründete die dogmatische Schwäche des Fehlens eines Geltungsgrundes selbst über die richterrechtliche Komponente, die ihn allerdings zu einschneidenden Beschränkungen des Eigentumsschutzes bewog (legislatorisches Unrecht, Primärrechtsschutz).
Von Seiten des Schrifttums wird die Anspruchsgrundlage häufig im Gewohnheitsrecht erblickt, dessen inhaltliche Ausprägung sich an den §§ 74, 75 PrALR und am Aufopferungsgrundsatz des Reichsgerichts orientiert und vom Bundesgerichtshof übernommen worden sei. Für Art. 14 GG fehle es an einer Regelungslücke, denn die Voraussetzungen des Gewohnheitsrechts seien erfüllt. Da der Bundesgerichtshof der Sache nach aber stets nach den Aufopferungsgrundsätzen in Gestalt der Sonderopfertheorie judiziert habe, habe er eine hinreichende Rechtsquelle genutzt, die eine geschlossene Dogmatik durch Anhebung der Abstraktionsebene zuließe. Insbesondere verdeutliche das Wesen der Sonderopfertheorie die praktische Bedeutung von Dogmatik.